# Sociedad Deportiva España
Sociedad Deportiva España was Ecuadoraans voetbalclub uit de hoofdstad Quito, Ecuador. De club werd opgericht in 1951. De club speelde enkele seizoenen in de hoogste klasse en werd zelsf vicekampioen in 1958, 1959 en 1961. In 1962 werd de club opgeheven.